# Veyrier-du-Lac
Veyrier-du-Lac este o comună în departamentul Haute-Savoie din sud-estul Franței. În 2009 avea o populație de 2.134 de locuitori.

## Evoluția populației
| An        | 1975  | 1982  | 1990  | 1999  | 2006  | 2009  |
| --------- | ----- | ----- | ----- | ----- | ----- | ----- |
| Populație | 1.700 | 1.770 | 1.967 | 2.063 | 2.130 | 2.134 |